# Grauwe wilgbladwesp
De grauwe wilgbladwesp (Pontania pedunculi) is een vliesvleugelig insect uit de familie van de bladwespen (Tenthredinidae). De wetenschappelijke naam van de soort is gepubliceerd in 1837 door Hartig.

## Gallen
De gal is bolvormig en zit met één punt vast aan de onderkant van het blad. De gal is meestal behaard en vaak voorzien van wratjes. De kleur is groen, maar kan soms roodachtig zijn. Er wordt slechts één generatie per jaar geproduceerd (univoltien).

## Waardplanten
De gallen komen voor op:
- Salix aurita (Geoorde wilg)
- Salix caprea (Boswilg)
- Salix caprea x phylicifolia
- Salix starkeana
- Salix silesiaca

De soort is niet bekend van de grauwe wilg (Salix cinera).